# Ugolino della Gherardesca

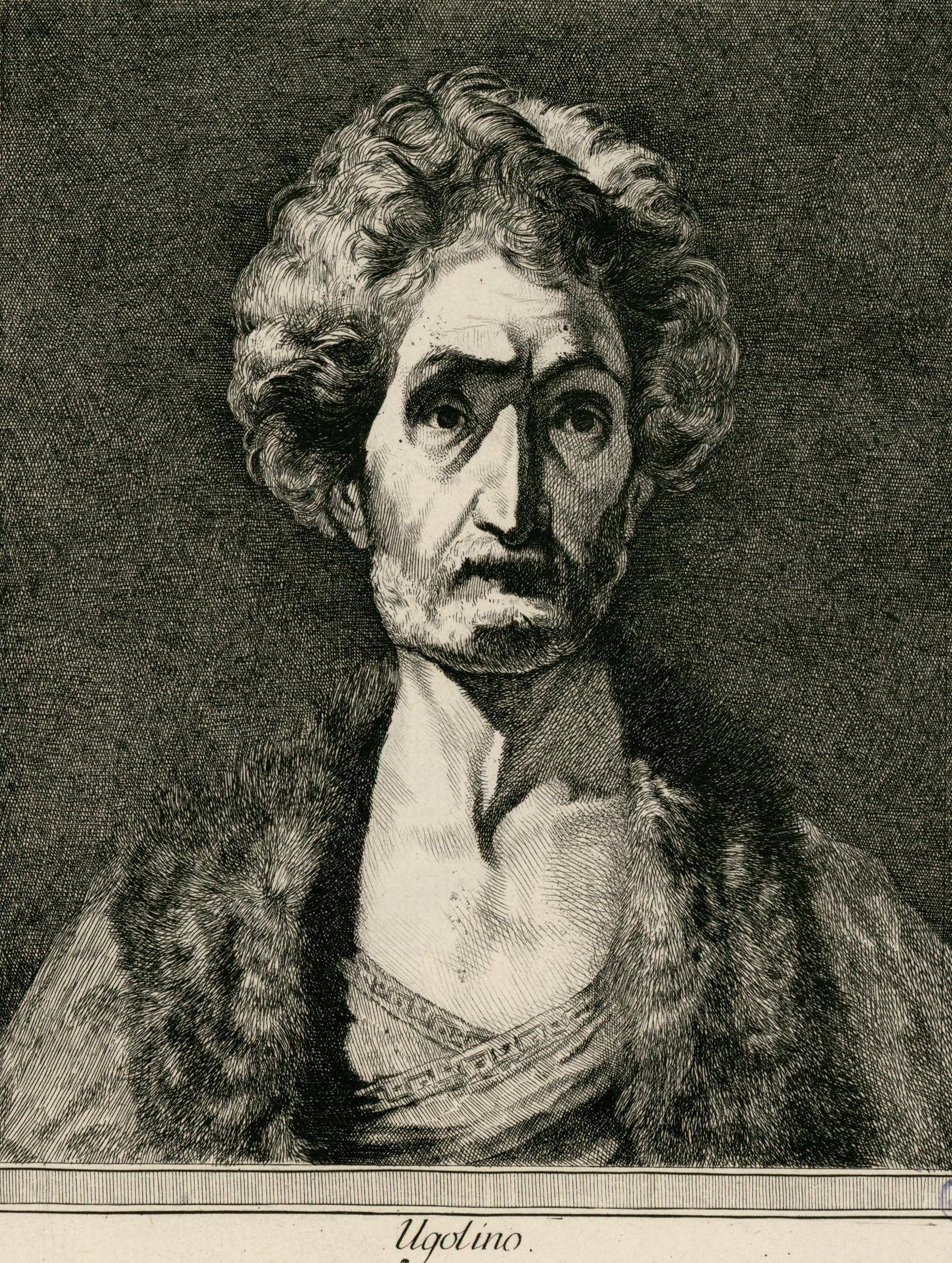
Retrato de Ugolino della Gherardesca.

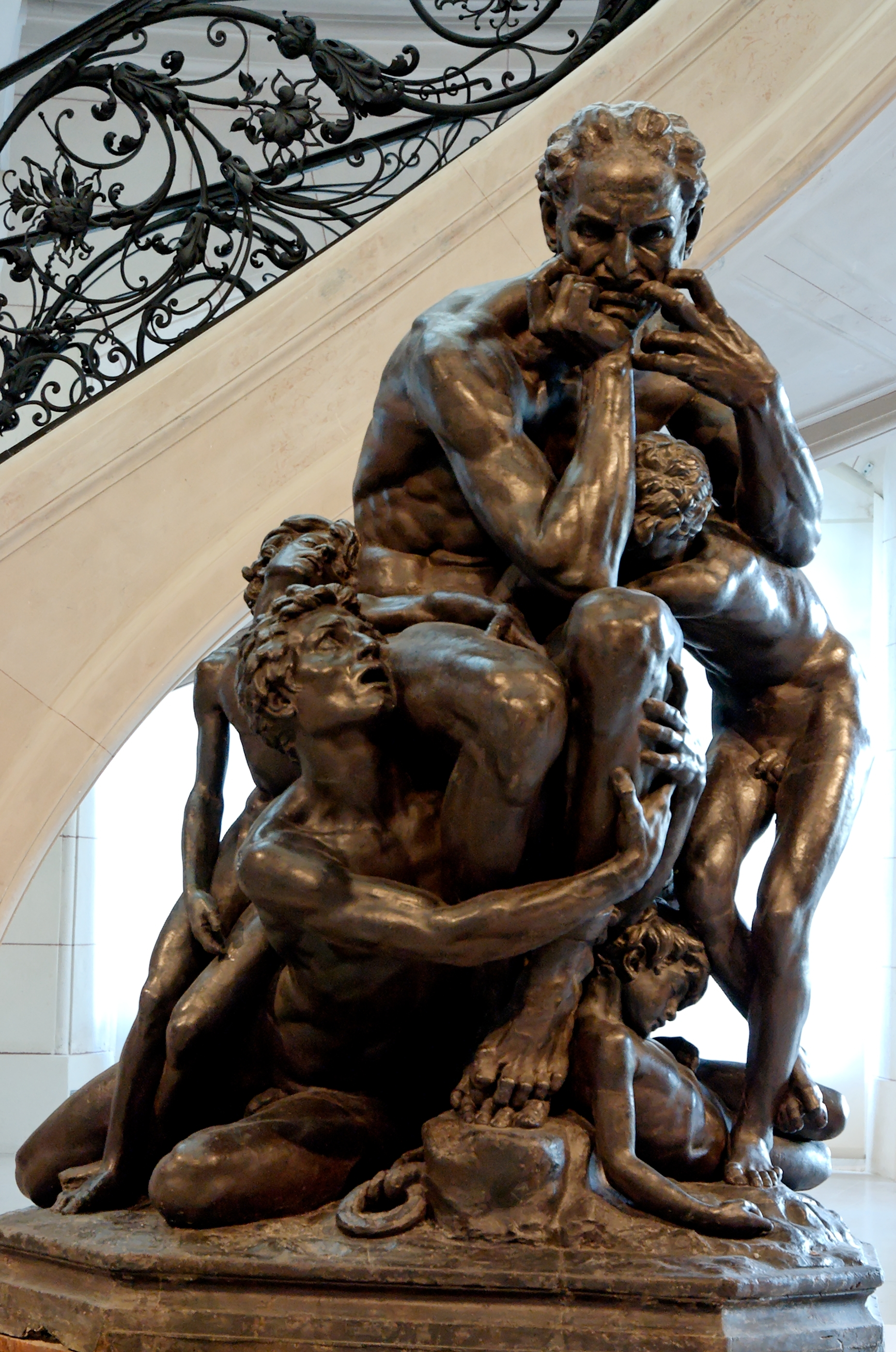
Ugolino según Jean-Baptiste Carpeaux, 1861, Petit Palais

Ugolino della Gherardesca (ca. 1220 – marzo de 1289), conde de Donoratico, fue un noble y comandante naval de la ciudad italiana de Pisa.

## Biografía
Aunque era el patriarca de la poderosa familia della Gherardesca, la principal casa gibelina de Pisa, casó a su hermana con el güelfo Giovanni Visconti. Las sospechas que esta alianza generó en su partido se confirmaron con los altercados que Ugolino y Visconti protagonizaron entre 1271 y 1274. A raíz de estos hechos, el gobierno de Pisa decidió exiliar a Ugolino.
En el exilio, se alió con las ciudades güelfas rivales de Pisa, y con la ayuda de Carlos de Anjou atacó su ciudad natal y la obligó a rendirse bajo unas condiciones humillantes, que anulaban los cargos que pesaban sobre él así como sobre otros exiliados güelfos.
Vivió pacíficamente en Pisa durante unos años hasta que en 1284 estalló la guerra entre Pisa y Génova. El conde Ugolino recibió la comandancia de una división de la flota pisana. La huida de la división en cuestión (generalmente atribuida a la traición) decidió la suerte de la batalla y los pisanos fueron derrotados en la Batalla de Meloria (agosto de 1284). Sin embargo, su habilidad política le permitió evitar sanciones y, además, ser nombrado podestà (alcalde) durante un año así como capitano del popolo por diez más.
Florencia y Lucca aprovecharon la derrota pisana para atacar la República, pero Ugolino consiguió pactar la paz cediendo algunos castillos. Por motivos estratégicos, no fomentó la paz con Génova, puesto que el retorno de algunos prisioneros pisanos (entre los que se hallaban varios de los principales gibelinos) habría reducido su poder. En este contexto, se convirtió en el hombre más influyente de Pisa, y se preparaba para establecerse como monarca absoluto. Sin embargo, los conflictos con su sobrino Nino Visconti (hijo de Giovanni) permitieron al obispo Ruggieri degli Ubaldini erigirse como nuevo líder de los gibelinos, siendo elegido podestà y capitano del popolo y obligando a ambos (sobrino y tío) a abandonar la ciudad.
Posteriormente, Ruggieri intentó repartir el gobierno de la ciudad con Ugolino, ofreciéndole la posibilidad de retornar bajo la condición de presentarse sin sus hombres de armas. El conde, decidido a ser el único gobernante, trató de introducir en la ciudad a sus soldados.
Al descubrir la traición, Ruggieri lo denunció y tras unos días de luchas en las calles (julio de 1288) Ugolino fue capturado, junto a sus hijos Gaddo y Uguccione, y sus nietos Nino y Anselmuccio. Fueron encerrados en la Torre Mida, donde pasaron nueve meses hasta que murieron de hambre.

## La leyenda

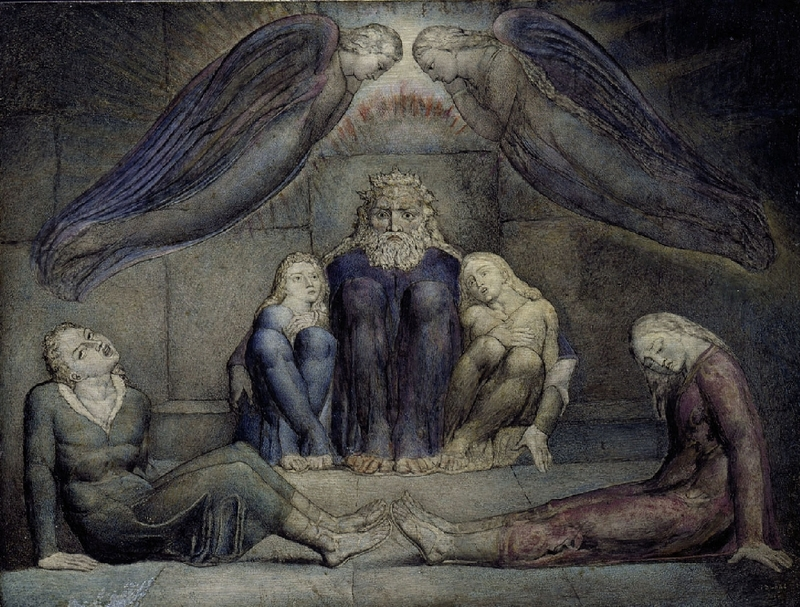
Ugolino y sus hijos en su celda (William Blake, hacia 1826).

Aunque los detalles más oscuros de la vida de Ugolino fueron mencionados con anterioridad por otros escritores, el conde debe su fama a Dante, que en su Divina comedia lo sitúa en el último círculo del infierno (cantos XXXII y XXXIII). En un terrible pasaje que el poeta inglés Walter S. Landor calificó como las treinta mejores líneas de toda la poesía, se ve al conde Ugolino mordiendo la cabeza del obispo Ruggieri.
En la Comedia, Ugolino explica a Dante cómo los prisioneros murieron lentamente de inanición, y antes de morir, sus hijos le pidieron que se comiera sus cuerpos («Padre: más corto será el duelo si comes de nosotros: Tú que vestiste nuestra carne, desnúdala si quieres»).
Finalmente, Ugolino dice que «el hambre pudo más que el dolor». Así, de la frase deliberadamente ambigua puede entenderse que el conde murió de hambre antes que de pena, aunque la interpretación más popular es que Ugolino acabó comiéndose los cuerpos de sus hijos y nietos. Por este motivo, se le conoce como «el Conde Caníbal», y a menudo se le representa mordiéndose sus propios dedos.
Estudios recientes apoyan la primera interpretación, ya que el examen de los esqueletos de los prisioneros no revela signos de canibalismo.